# Яценко Петро Олександрович
Петро Олександрович Яценко (*11 серпня 1978 року, Львів) — український письменник-прозаїк, журналіст, викладач креативного письма.

## Біографія
Петро Яценко народився й виріс у Львові. Вищу освіту отримав у Національному університеті «Львівська політехніка».
Яценко є лауреатом всеукраїнських літературних конкурсів «Нові автори» (Харків, «Клуб сімейного дозвілля», за роман «Йогуртовий бог»), «Смолоскип» (за повість «Мар'яна, чи Дерево бодхі»). Стипендіат програм Gaude Polonia (куратор — Ольга Токарчук), Bank Austria Literaris (2012).
У 2016 р. Чернігівський Молодіжний театр за романом Петра Яценка «Повернення придурків» поставив однойменну виставу.
У грудні 2018 року отримав у Львові Премію міста літератури ЮНЕСКО за роман «Нечуй. Немов. Небач».
У жовтні 2021 року роман «Магнетизм» потрапив до фіналу Центральноєвропейської літературної премії «Ангелус».
У грудні 2021 року дитяча повість Яценка «Союз радянських речей» була відзначена BaraBooka як найкраща книжка року в номінації «Художньо-пізнавальна проза для підлітків».
У 2021 році книга «Союз радянських речей» також стала переможцем Книга року BBC у номінації «Дитяча Книга року BBC».
Твори Яценка перекладені німецькою та польською.

## Бібліографія

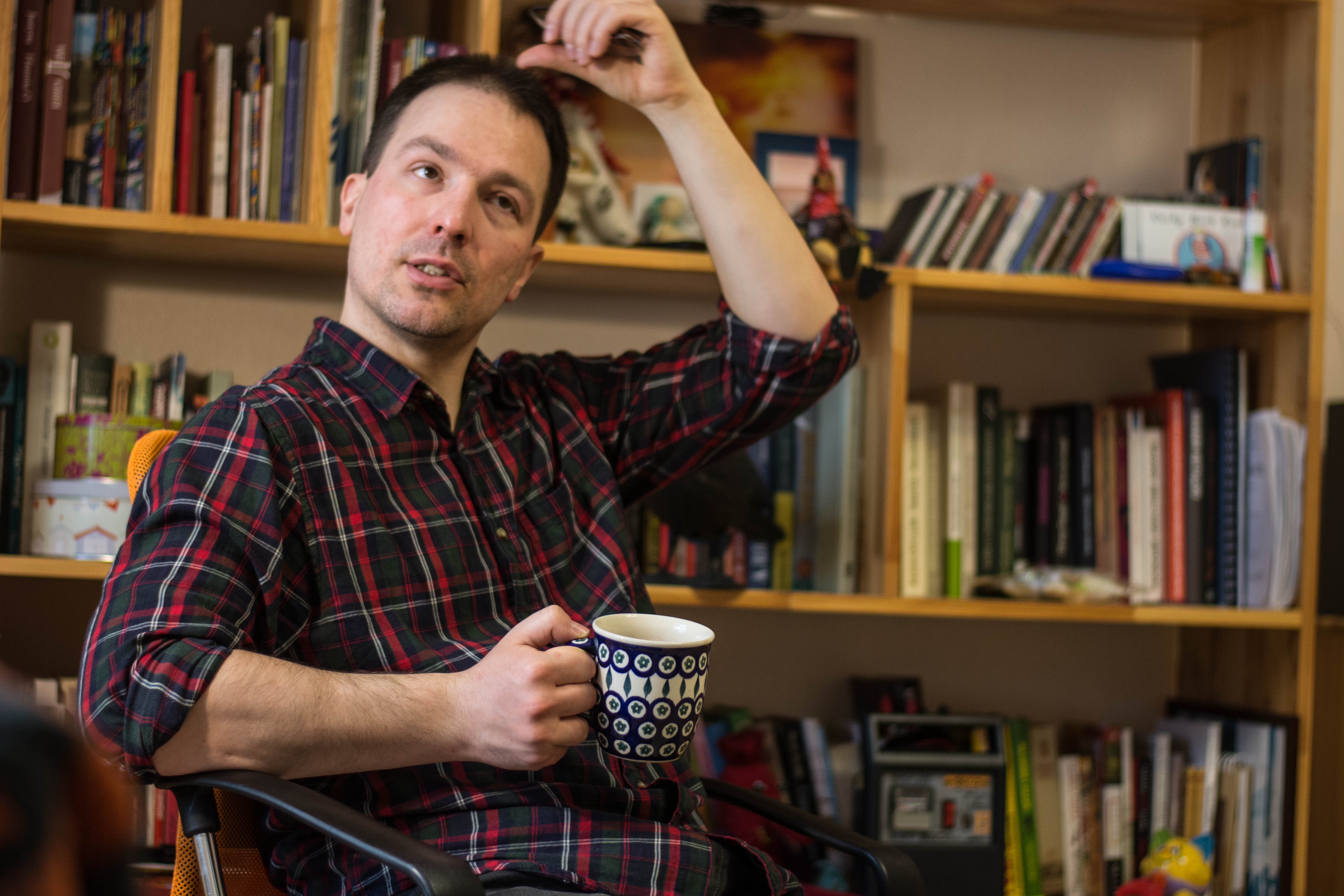
Петро Яценко (2015 рік)

## Видання іноземними мовами
- Saga Lwowska (Wroclaw: Warstwy, 2018) ISBN 978-83-65502-93-3
- Magnetyzm (Wroclaw: Warstwy, 2020) ISBN 978-83-65502-61-2